# Схендейк
Схендейк (нід. Scheendijk) — селище в нідерландській провінції Утрехт. Входить до муніципалітету Стіхтсе-Вехт.
Його площа становить 0,37 км², а населення станом на 2021 рік складало 475 осіб.
Перша згадка про населений пункт датується 1746 роком.